# Voorstad (Sittard)
De Voorstad is een winkelstraat in de binnenstad van de Nederlandse stad Sittard. Deze loopt in het verlengde van de Brandstraat vanaf de kruising met de Parklaan en Haspelsestraat tot de kruising met de  Rijksweg Noord en -Zuid waarna zij overgaat in de Steenweg. Een zijstraat van Voorstad is het Sjteegske. De Voorstad is circa 110 meter lang.
Op Voorstad 2 bevindt zich een opvallend herenhuis uit 1905 in late neogotische stijl. Het is een rijksmonument dat gebouwd is op nog bestaande 18e-eeuwse lagerkelders. De bijbehorende tuinmuur bevat een kasteelachtige poort die tot de overkluizing van de door de straat lopende beek was voorzien van een valbrugje. Het naastgelegen pand op Voorstad 4 is een gemeentelijke monument, gebouwd rond 1900 als winkel/woonhuis in neorenaissancestijl.
Aan de Voorstad staat verder De Zittesje Sjnaak ofwel Sittardse kwajongen. Dit bronzen beeld is in 1984 geplaatst en werd vervaardigd door kunstenaar Louis Wierts uit Schimmert.

## Trivia
Sinds 1882 trekt elk jaar een carnavalsstoet door 't Zittesje (Sittard) die ook de Voorstad aandoet.

## Fotogalerij

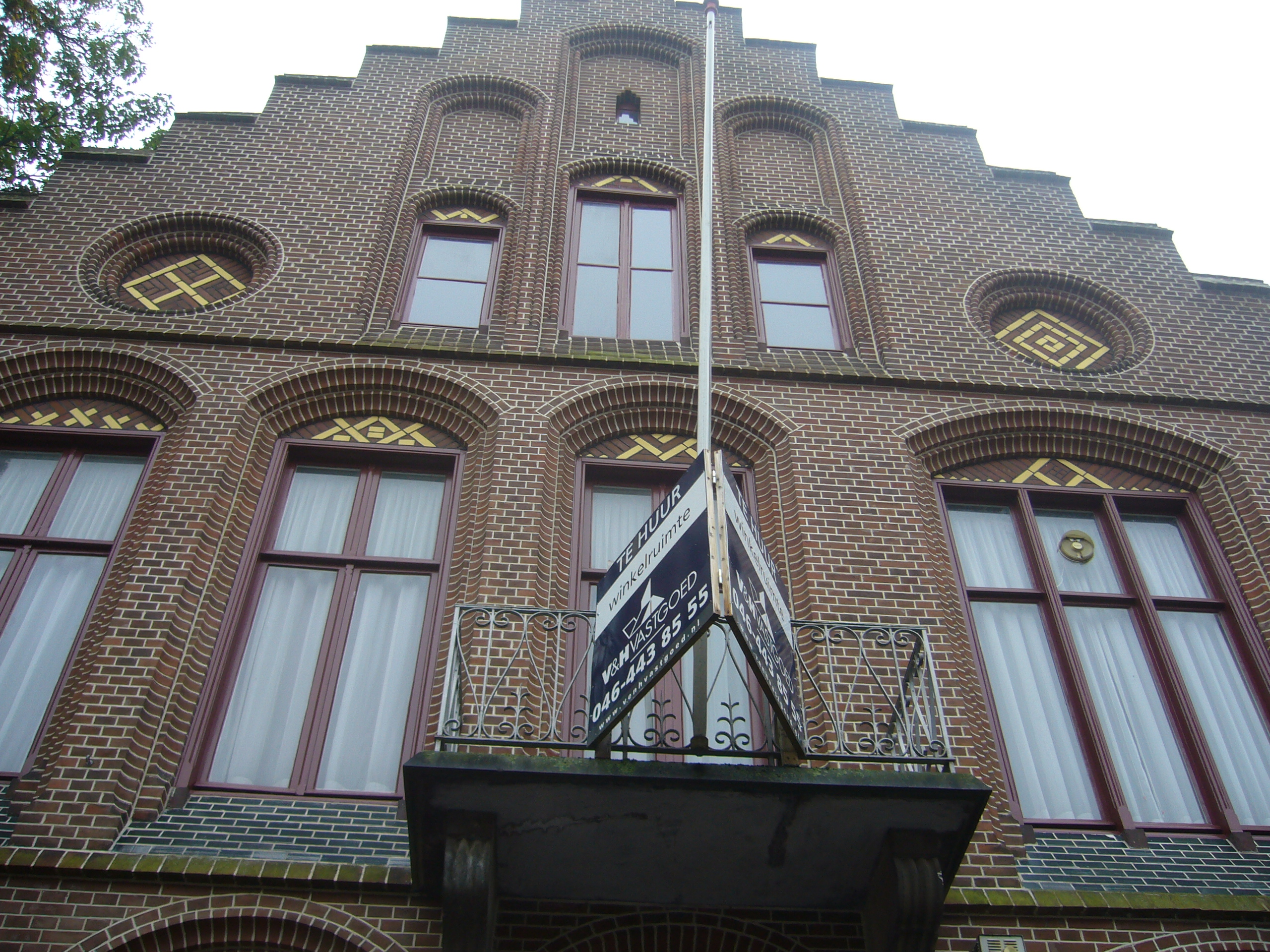
Rijksmonument Voorstad 2
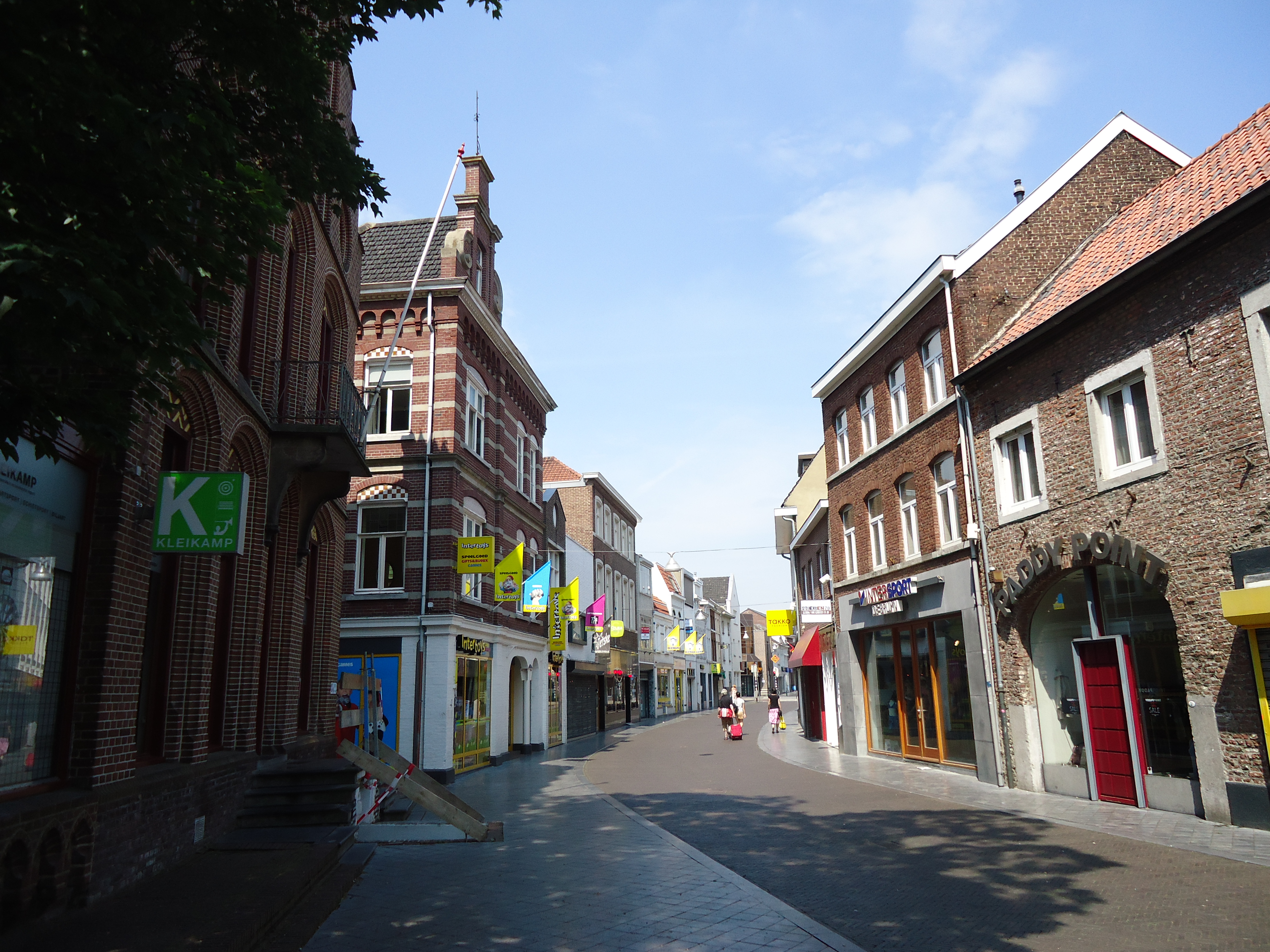
Gemeentelijk monument Voorstad 4
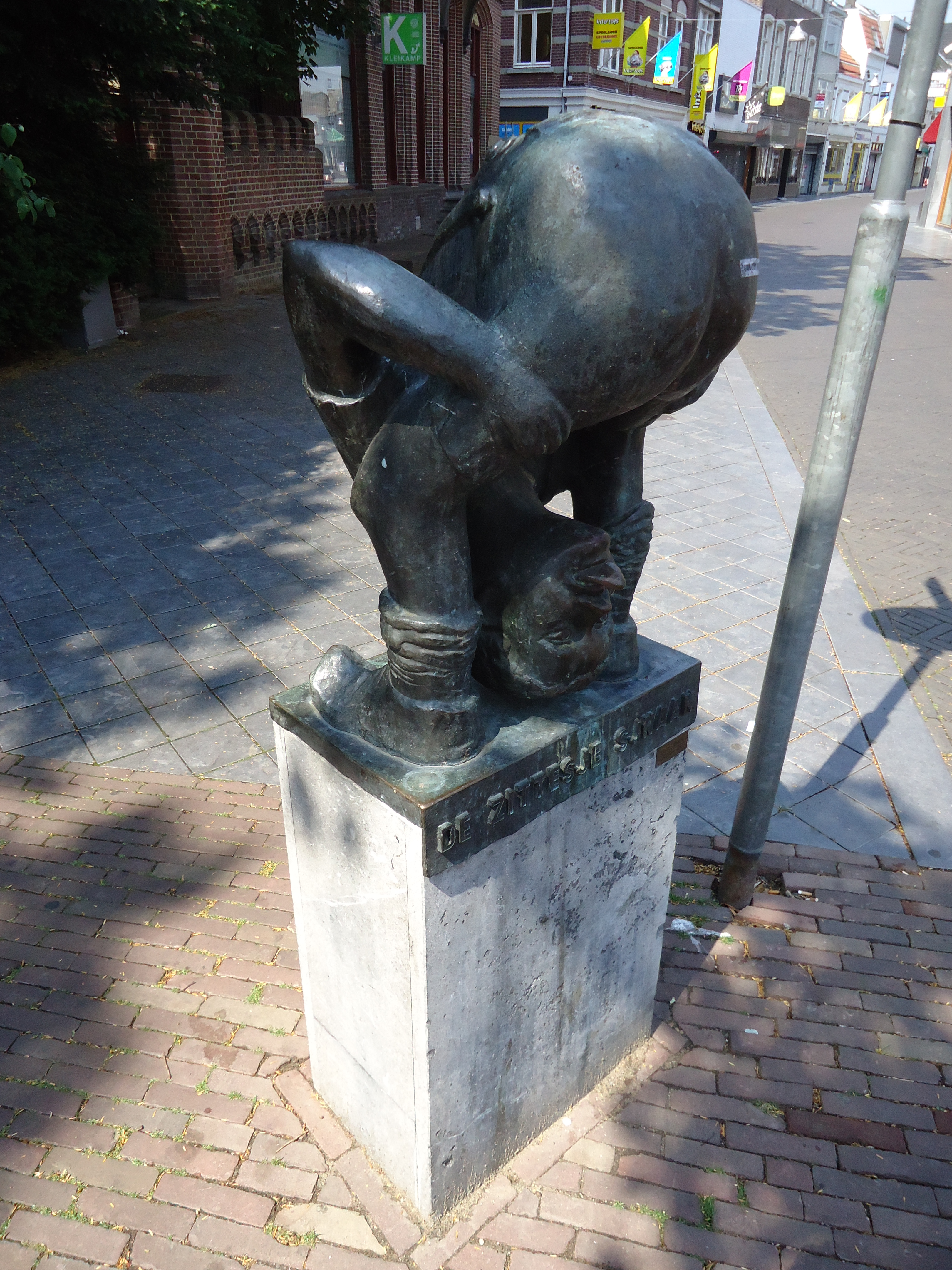
De Zittesje Sjnaak